# Olivier de Sagazan
Pour les articles homonymes, voir Sagazan.
Olivier Le Moniès de Sagazan, souvent désigné par le nom de convenance d'Olivier de Sagazan, né en 1959 à Brazzaville au Congo français, est un artiste peintre, sculpteur et performeur français.
Il applique depuis 1994 une pratique hybride qui intègre peinture, sculpture et performance.

## Biographie

### Famille, jeunesse et formation
Issu de la famille Le Moniès de Sagazan, il est père de cinq enfants, dont la danseuse et chorégraphe Leïla Ka et la musicienne auteure-compositrice-interprète Zaho de Sagazan. Il est l'oncle de la metteuse en scène Lorraine de Sagazan.
Olivier de Sagazan a suivi des études de biologie.

## Carrière artistique
Cette section ne s'appuie pas, ou pas assez, sur des sources secondaires ou tertiaires indépendantes du sujet. Le texte peut contenir des analyses inexactes ou inédites de sources primaires.
Pour l'améliorer, ajoutez-en, ou placez des modèles {{Source secondaire souhaitée}} ou {{Source secondaire nécessaire}} sur les passages mal sourcés. (mars 2024)
Après deux années d’enseignement en biologie, il se consacre totalement aux arts plastiques. Son œuvre artistique reflète sa pratique de la biologie. On trouve dans ses écrits comme dans ses œuvres plastiques, les thèmes  de la génération de la vie, ainsi qu'un vocabulaire scientifique,.

## Performance
Tout d'abord peintre et sculpteur, il se consacre à partir des années 2000 davantage à la performance.
Transfiguration notamment, basée sur un sur-modelage du crâne et de la face avec de l'argile, créée en 1998 a connu plus de 300 représentations dans 25 pays. Dans cette action artistique, Olivier de Sagazan change d'identité sur scène, de l'homme à l'animal et de l'animal à diverses créatures hybrides. Il perce, efface et dénoue les couches de son visage dans une recherche effrénée d'une nouvelle essence et d'une nouvelle forme. À ce propos, il a déclaré : « Je suis sidéré de voir à quel point les gens pensent qu'il est normal, voire banal, d'être en vie ». Dans cette performance, il donne un nouveau sens à la notion de vie, offrant un aperçu captivant, troublant et émouvant d'un moi alternatif totalement libre de toute inhibition.
Les spectacles  La Messe de l'Ane , Nous sommes la terre sont des extensions de Transfiguration.

## Activités artistiques

### Films et télévision
Son travail de performance est à l'origine de nombreuses collaborations avec des artistes du domaine de la mode, du cinéma et de la musique, tels que :
- Ron Fricke pour le film Samsara en 2011
- Mylène Farmer pour le clip de la chanson À l'ombre en 2012
- FKA Twigs pour l'Immersive project rooms en 2016
- Nick Antosca (en) pour la Série télévisée Channel Zero en 2016 où il incarne The Skin Taker.
- Gareth Pugh et Nick Knight pour le fashion film It's not a show  en 2017
- Bartosz Konopka pour le film The Mute en 2017
- Mario Sorrenti pour le film Décharnés en 2018
- Qiu Ying pour le film O en réalité virtuelle en 2018
- Orenda de Pirjo Onkasalo

### Théâtre
Olivier de Sagazan propose au Festival d'Avignon 2021, la création Nos Cœurs en terre, réalisée avec David Wahl, autour de nos « origines minérales ».
Il crée également en 2021 le spectacle La Messe de l'âne, décrit comme le « prolongement collectif de la Transfiguration». Ce spectacle est présenté à la Biennale de Venise Danse le 27 Juillet 2021, puis les 20 et 21 septembre 2021 au Festival mondial des théâtres de marionnettes, à Charleville-Mézières.
En mars 2023, il crée au Théâtre de Saint-Nazaire l’œuvre immersive et monumentale intitulée Il nous est arrivé quelque chose.

### Peinture et sculpture
Il continue également la peinture et la sculpture et expose régulièrement: galerie Loo and lou et galerie Vitoux  Paris 

## Publications
- Catalogue monographique avec la participation de Renaud Barbaras, Pierre Bergounioux, Ronan de Calan, Bernard Noël
- Carnets d'atelier, Mémoire vivante et HB-éditions (no 14), 2003 (ISBN 2-903011-48-6)
- Êtres Chairs, galerie Pierre Marie Vitoux et Atelier d’Estienne (éd.), Saint-Nazaire, Imprimerie nazairienne, 2001

#### Ouvrages
- Michel Surya et Philippe Verrièle, Transfiguration, Democratic Books, 2011 (ISBN 978-2-36104-029-1).
- Robert Pujade, Propos sur la violence de l'art, la violence dans l'art, Art-Dit, 2010 (ISBN 978-2-919221-01-1).
- Ronan de Calan, Le Fantôme dans la machine, Presses de l'université d'Angers, 2005 (ISBN 2-915751-04-8).

#### Articles
- Dominique Vernis, « Olivier de Sagazan : Figures d'outre-corps », Mouvement, no 61,‎ octobre 2011 (lire en ligne, consulté le 31 décembre 2012).
- Oriane G, « Olivier de Sagazan : à vif », Elegy, no 71, 2011.
- « Olivier de Sagazan : l'homme autre », Artension, no 110, octobre 2011.
- Rosita Boisseau, Avec Transfiguration Olivier de Sagazan défigure les visages Le Monde